# Donje Stravče
Donje Stravče (en serbe cyrillique : Доње Стравче) est un village de l'est du Monténégro, dans la municipalité de Podgorica.

## Démographie

### Évolution historique de la population
| 1948 | 1953 | 1961 | 1971 | 1981 | 1991 | 2003 |
| ---- | ---- | ---- | ---- | ---- | ---- | ---- |
| 218  | 189  | 145  | 91   | 36   | 29   | 21   |